# Mario Roberto Álvarez
Mario Roberto Álvarez (né le 14 novembre 1913 à Buenos Aires – mort dans la même ville le 5 novembre 2011) est un architecte argentin, diplômé de l’université de Buenos Aires.

## Galerie photographique

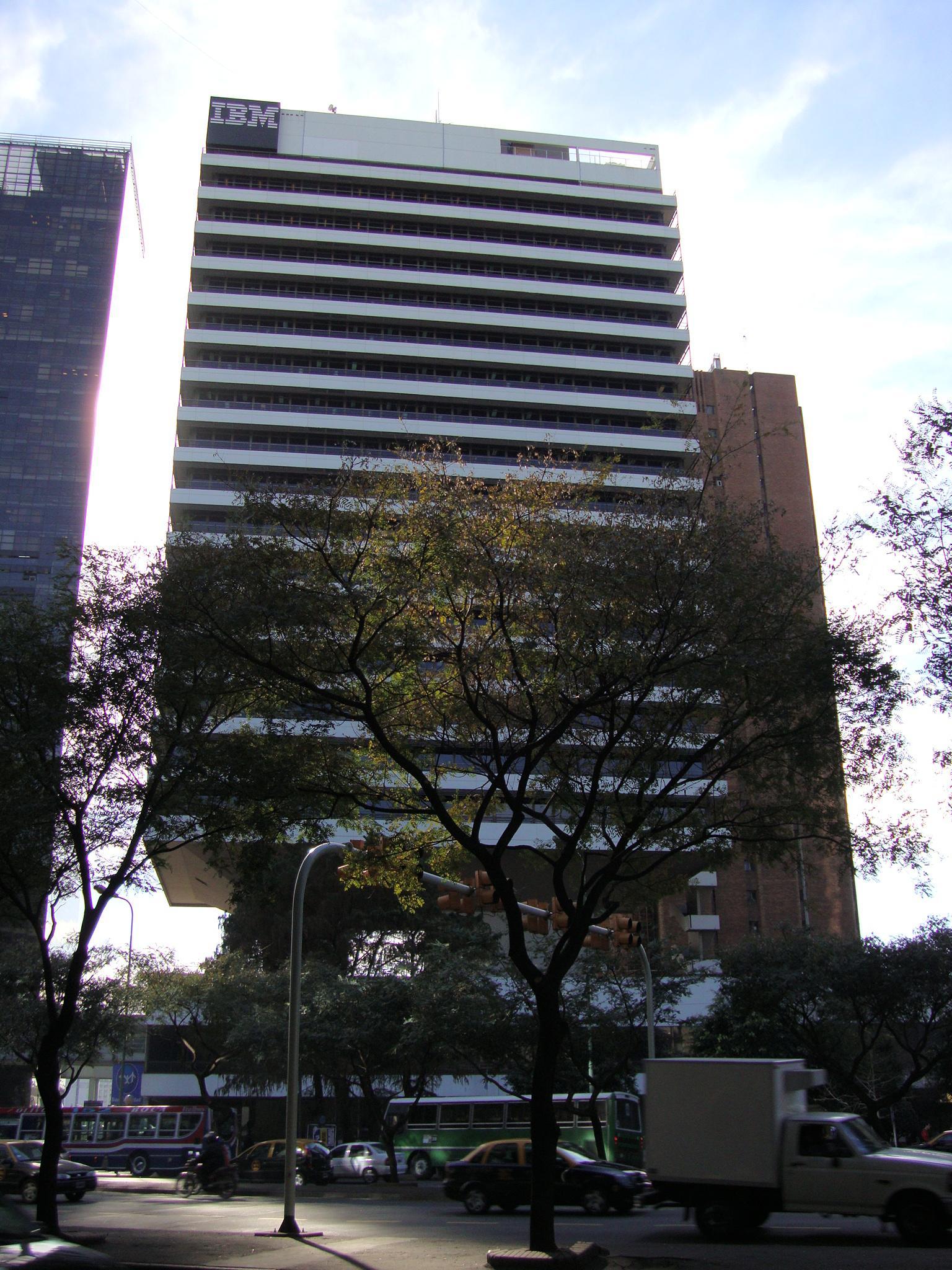
La tour d’IBM Argentine
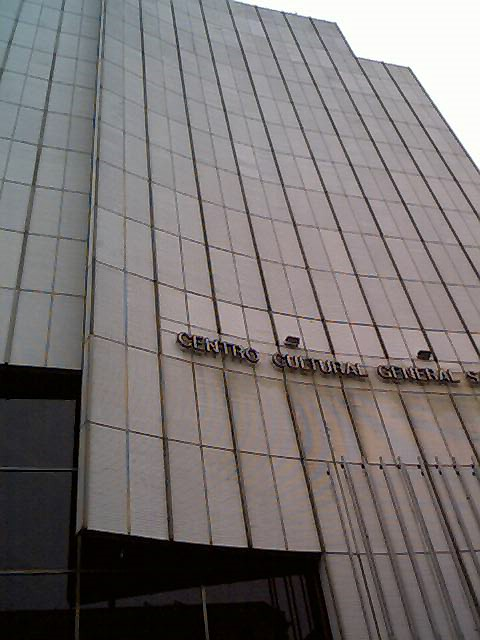
Le centre culturel San Martín
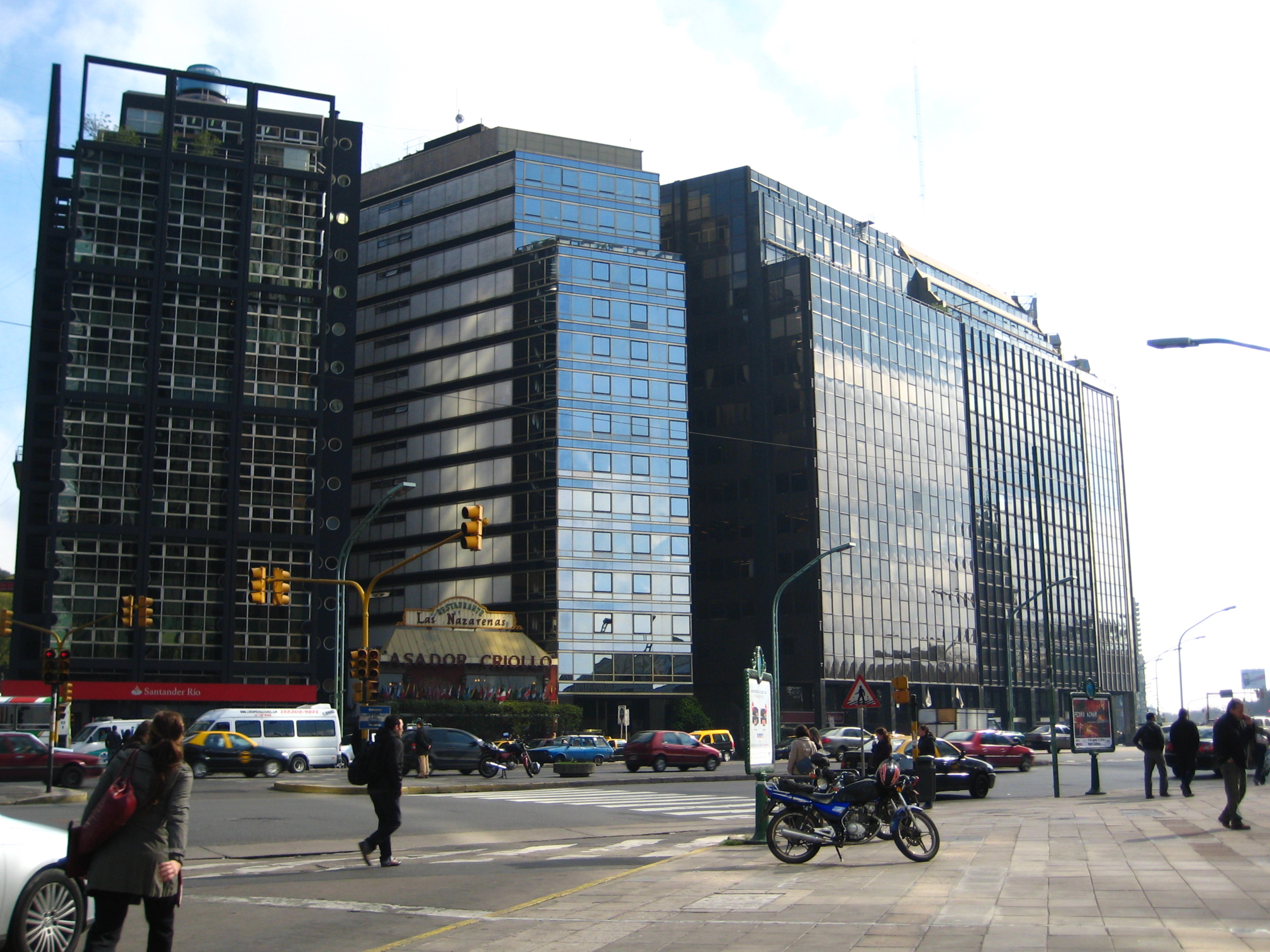
Le bloc Álvarez, à Buenos Aires
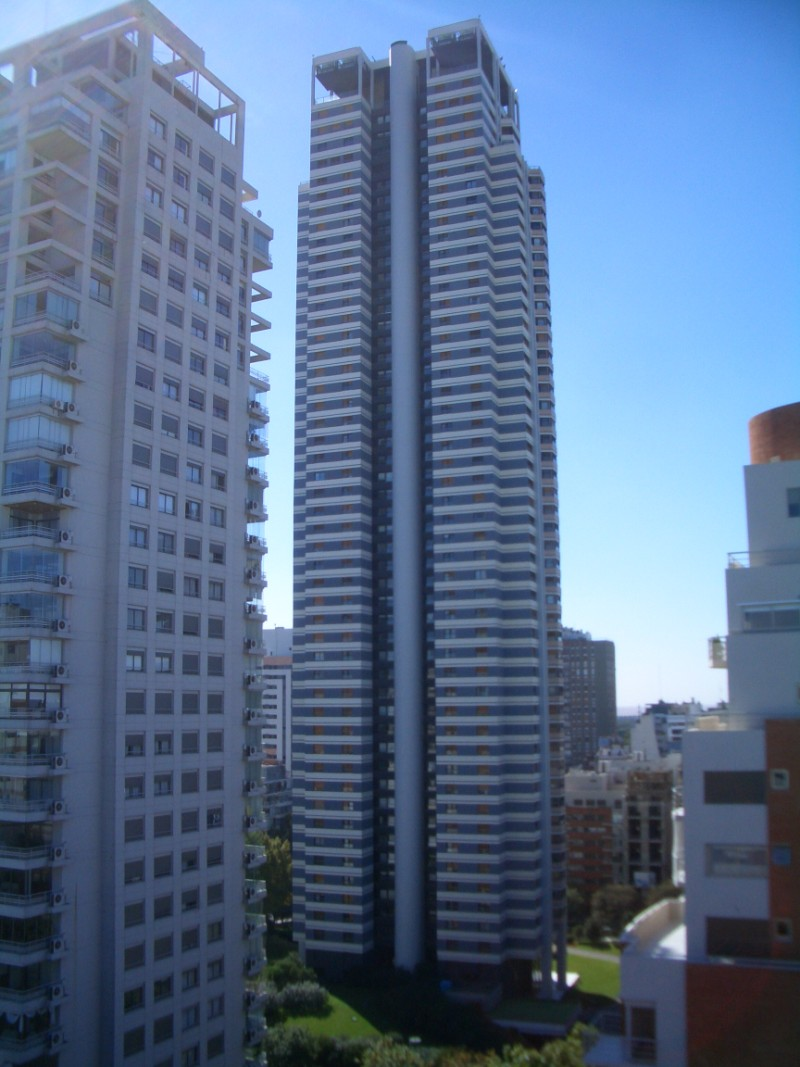
La tour Le Parc
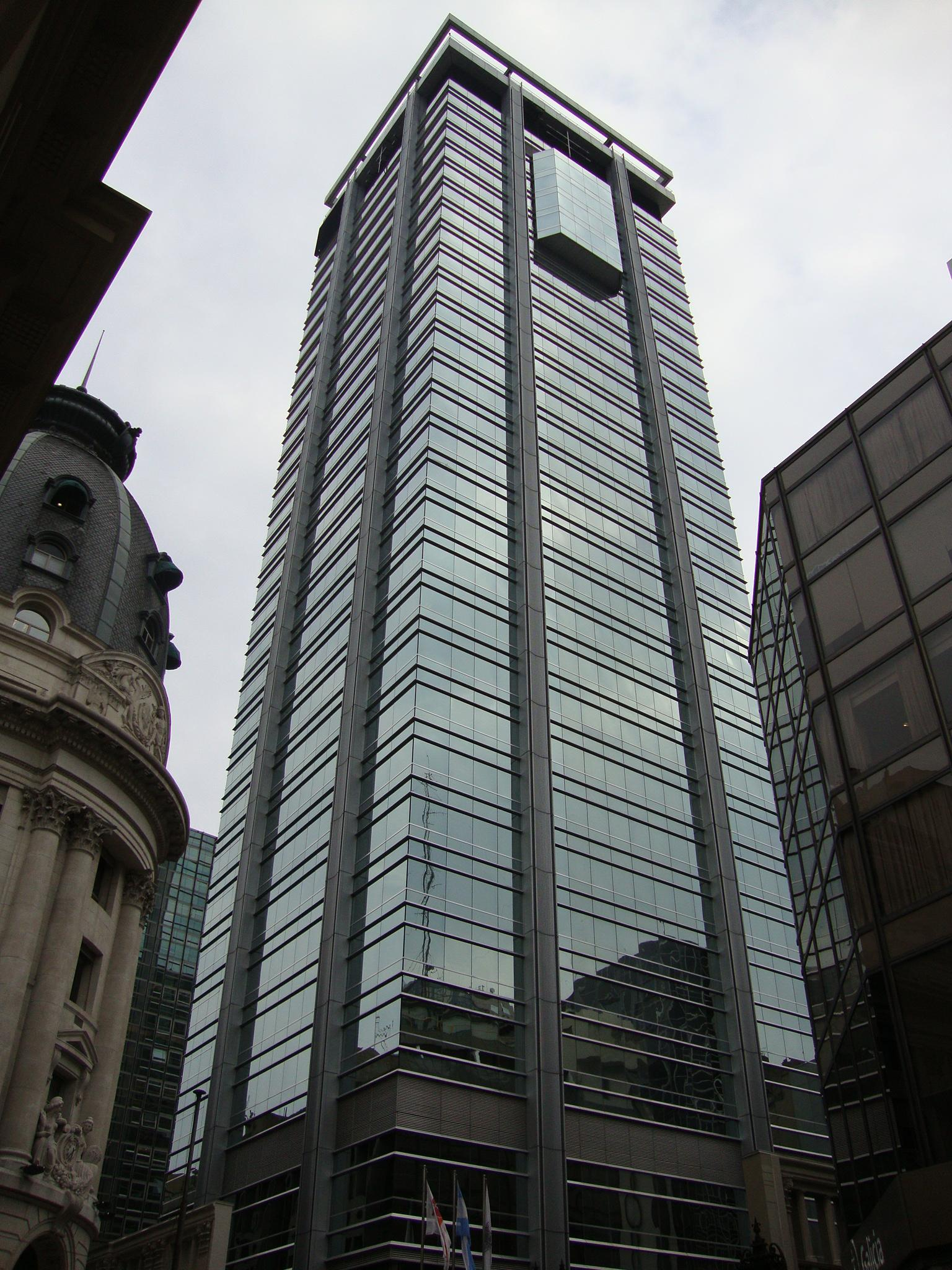
Torre Galicia Central, à Buenos Aires
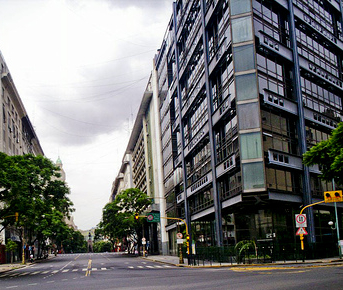
L’immeuble Somisa
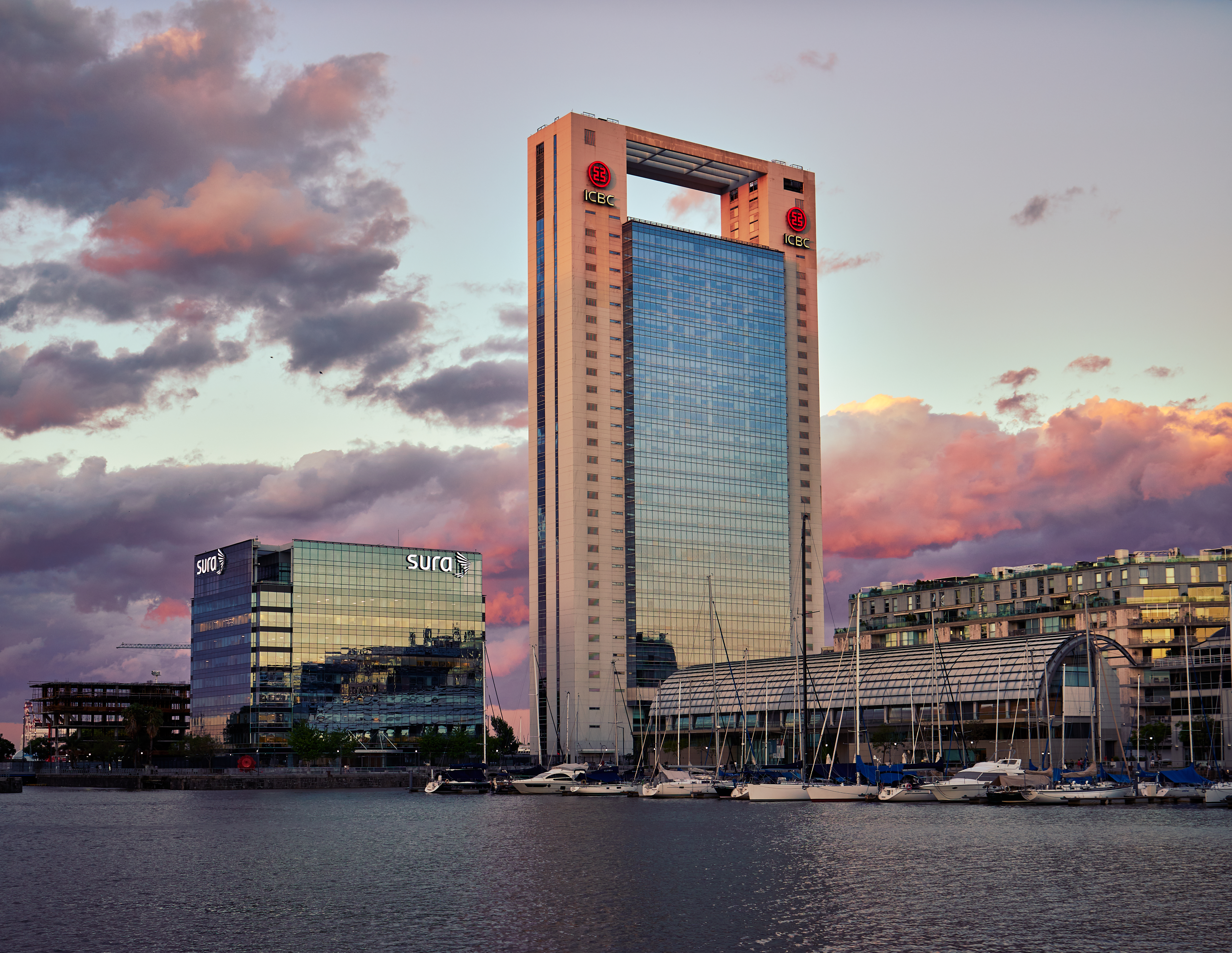
Torre Madero Office à Buenos Aires
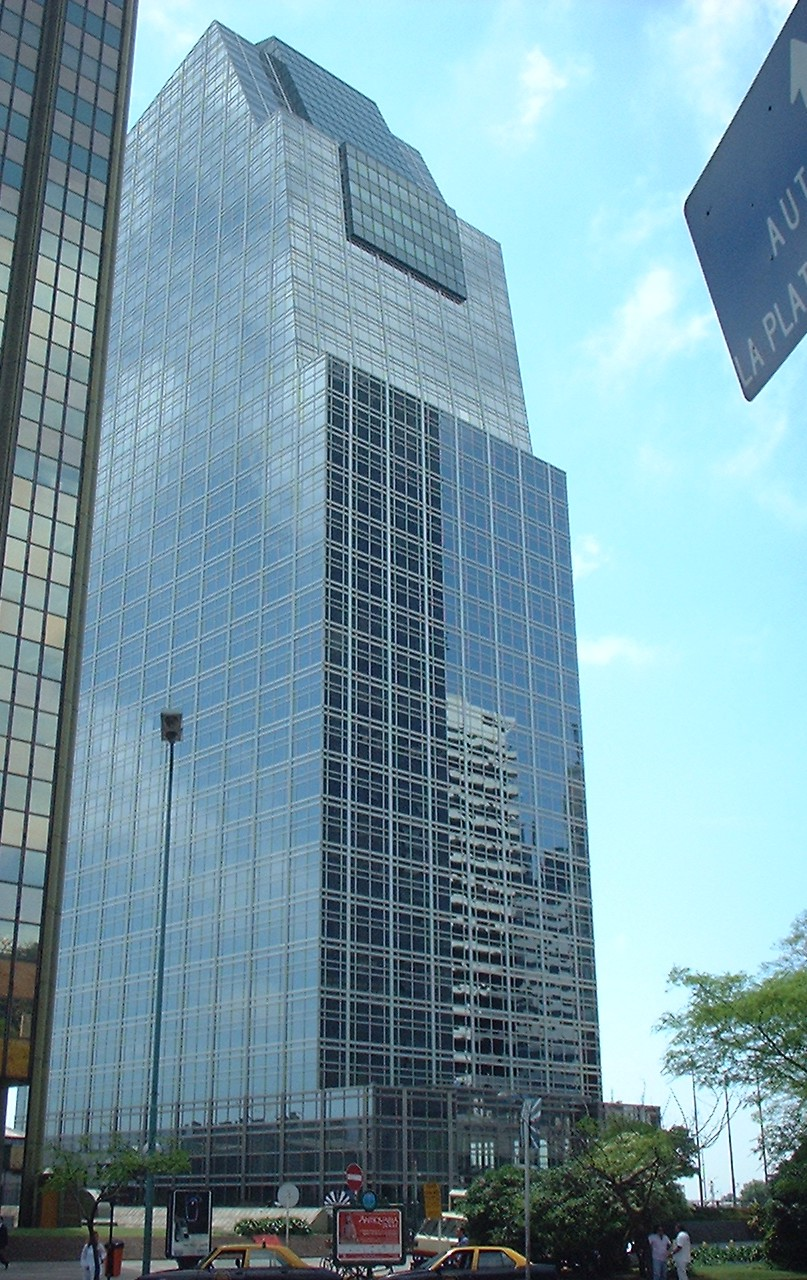
Torre BankBoston à Buenos Aires